# Free Your Mind (En Vogue)
Free Your Mind è un brano musicale funk rock della girlband statunitense En Vogue, scritto e prodotto da Denzil Foster e Thomas McElroy per il secondo album del gruppo, Funky Divas. Il brano si differenzia molto musicalmente dai singoli precedenti delle En Vogue, essendo composto di elementi hard rock e funk. Il pezzo è stato pubblicato nell'ottobre del 1992 come terzo singolo estratto dall'album e divenne un ennesimo successo per il gruppo, essendo entrato nella top10 della classifica statunitense ed avendo ottenuto il disco d'oro dalla RIAA grazie a oltre 500 000 copie vendute. Il singolo è stato nominato ai Grammy Awards del 1993 in due categorie, mentre il videoclip della canzone ha ricevuto otto nomination agli MTV Video Music Awards dello stesso anno, vincendo in tre categorie.

## Composizione e testo
Il brano si distacca notevolmente dalla consueta produzione del gruppo. La canzone si basa infatti su un riff di chitarra e basso, composto da Jinx Jones, dal sound hard rock forte e aggressivo, unito a elementi funk. Inoltre le strofe della canzone sono alternativamente eseguite in parti uguali da tutti e quattro i membri del gruppo.
La frase principale del ritornello è stata presa in prestito da Free Your Mind... and Your Ass Will Follow dei Funkadelic, sostituendo "ass" con "rest". Il brano si apre con una frase parlata che dice "Prejudice, wrote a song about it. Like to hear it? Here it go!" (Pregiudizio, ho scritto una canzone al riguardo. Vorreste sentirla? E andiamo!), adattata da una frase usata originariamente nello show In Living Color.
Il testo della canzone è decisamente impegnato dal lato sociopolitico, essendo un manifesto di reazione e opposizione al razzismo e a ogni forma di pregiudizio. Non a caso, il singolo fu pubblicato pochi mesi dopo la rivolta di Los Angeles del 1992, scoppiata in seguito al pestaggio di un tassista afroamericano a opera di quattro agenti di polizia. Il testo della canzone si oppone ai pregiudizi razzisti legati all'etnia, al colore della pelle, alla classe sociale e allo stile di vita individuale. Nella prima strofa vengono criticati gli atteggiamenti razzisti nei confronti degli afro-americani, della comunità hip-hop, legata secondo lo stereotipo wasp alla droga e alla delinquenza, e delle donne, considerate prostitute dal senso comune se indossano abiti succinti e tacchi alti. La seconda strofa si oppone al classismo con cui vengono trattate le minoranze e coloro che pagano in contanti. Sia il ponte che il ritornello della canzone fanno riferimento al colore della pelle, dicendo che non può essere cambiato e e esortando a vedere oltre il colore.

## Video
Il videoclip della canzone è stato diretto dal regista cinematografico e di videoclip Mark Romanek, il quale aveva già lavorato con il gruppo per You Don't Have to Worry. Il video si apre con l'immagine di una ragazza nera circondata da cinque uomini bianchi a torso nudo, per poi mostrare dettagli di animali imbalsamati, tra cui un babbuino, che apre e chiude il video. Il video è principalmente ambientato in una sorta di sfilata di moda dall'atmosfera post-moderna, dove le quattro cantanti sfilano lungo la passerella mentre vengono ossessionatamente fotografate e adulate dal pubblico sottostante. Molti attori e figuranti del video indossano armature, accessori e vestiti futuristici e high-tech, e in montaggio alternato alla performance delle cantanti sulla passerella, vengono mostrate sequenze in cui una folla concitata di giovani sembra mettere in scena una rivolta. Durante tutto il video vengono mostrati vari tipi di etnicità insieme a varie specie animali imbalsamate, oltre a rapporti interrazziali, in linea con il testo della canzone che si schiera contro razzismo e pregiudizi. Le En Vogue vestono nel video abiti da sera molto succinti e stivali neri, e sfoggiano acconciature elaborate ed eccentriche. La coreografia eseguita durante l'intermezzo strumentale è stata curata da Travis Payne, Frank Gatson e Lavelle Smith. Sul palco della sfilata sono presenti musicisti di una band che accompagnano l'esibizione delle cantanti.

## Riconoscimenti
Ai Grammy Awards del 1993, un'edizione particolarmente fortunata per il gruppo grazie a un totale di quattro nomination, il brano è stato nominato in due categorie, Miglior interpretazione vocale Rock di un duo o un gruppo e Miglior Videoclip, corto.
Il videoclip del brano ha ricevuto ben otto nomination agli MTV Video Music Awards del 1993, tra cui quella di Miglior video dell'anno, e ha vinto come Miglior video R&B, Miglior coreografia in un video e Miglior video dance.

### Lista completa delle nomination, MTV Video Music Awards 1993
- Video dell'anno (nominato)
- Miglior video di un gruppo (nominato)
- Miglior video R&B (vinto)
- Miglior video dance (vinto)
- Viewer's Choice Award (nominato)
- Miglior regia – Mark Romanek (nominato)
- Miglior coreografia – Travis Payne, Frank Gatson e Lavelle Smith (vinto)
- Miglior fotografia – Marc Reshovsky (nominato)

## Ricezione
Il singolo è entrato nella Hot 100 di Billboard al numero 89 durante la settimana del 12 settembre 1992, e la settimana successiva è salito già al numero 45. Durante la terza settimana di permanenza in classifica il singolo ha raggiunto la posizione numero 25, per poi continuare a salire fino ad arrivare alla posizione numero 8, diventando il quarto singolo delle En Vogue ad essere entrato nella top10 statunitense. Il singolo ha passato sedici settimane nella top40 della Hot 100 e, grazie a oltre 500 000 copie vendute, ha ricevuto il 16 novembre 1992 la certificazione di disco d'oro dalla RIAA, diventando il quarto singolo della band a ottenere questa certificazione. Nella classifica R&B il singolo non è riuscito a entrare in top20, a causa del suo sound rock e distante dalle tipiche sonorità R&B e soul.
Billboard ha inserito il singolo alla posizione numero 93 nella lista dei 100 singoli di maggiore successo del 1992.
Nella classifica britannica Free Your Mind è stato il terzo singolo del gruppo a entrare in classifica e in top20, dove ha raggiunto la posizione numero 16.
Nei Paesi Bassi invece è stato il quinto singolo della band a essere entrato in classifica, ma anche in questo caso il terzo a essere entrato in top20; il singolo ha raggiunto il numero 15 dove è rimasto per due settimane consecutive.
In Svezia il singolo è stato il secondo del gruppo a essere entrato in classifica; entrato nella top40 alla posizione numero 32 nel novembre 1992, è rientrato in classifica al numero 29 il 27 gennaio 1993.
Nella classifica neozelandese il singolo ha debuttato alla posizione numero 22 nel novembre 1992, per poi raggiungere due settimane più tardi la dodicesima posizione, dove è rimasto per due settimane consecutive. In Nuova Zelanda il brano è stato il quarto singolo della band a essere entrato nella top20.

### Classifiche
| Classifica (1992)                   | Posizione |
| ----------------------------------- | --------- |
| Australia                           | 39        |
| Irlanda                             | 23        |
| Nuova Zelanda                       | 12        |
| Paesi Bassi                         | 15        |
| Regno Unito                         | 16        |
| Svezia                              | 29        |
| USA Billboard Hot 100               | 8         |
| USA Billboard Hot R&B/Hip-Hop Songs | 23        |
| USA Billboard Hot Dance Club Play   | 39        |
| Classifica (1992)                   | Posizione |
| Germania                            | 50        |